# Alfredo Stephens
Alfredo Stephens (n. Ciudad de Panamá, Provincia de Panamá; 25 de diciembre de 1994) es un futbolista panameño que se desempeña como delantero. Actualmente juega en el Shimizu S-Pulse de la J1 League de Japón.

## Selección nacional
Hizo su debut el 7 de agosto de 2014.

### Liga de Naciones de Concacaf
El 20 de agosto de 2019 fue convocado nuevamente a la selección por el técnico argentino Américo Rubén Gallego para los primeros partidos de la Liga de Naciones contra Bermudas.

### Participaciones en selección nacional
| Copa                      | Categoría | Sede           | Resultado        | Partidos | Goles |
| ------------------------- | --------- | -------------- | ---------------- | -------- | ----- |
| Campeonato Sub-17 2011    | Sub-17    | Jamaica        | Tercer lugar     | 6        | 1     |
| Copa Mundial Sub-20 2011  | Sub-17    | México         | Octavos de final | 4        | 0     |
| Campeonato Sub-20 2013    | Sub-20    | México         | Cuartos de final | 2        | 0     |
| Copa Centroamericana 2014 | Mayor     | Estados Unidos | Tercer lugar     | 1        | 0     |
| Copa Oro 2015             | Mayor     | Estados Unidos | Tercer lugar     | 2        | 0     |
| Liga de Naciones 2019-20  | Mayor     | Concacaf       | Fase de grupos   | 1        | 0     |
| Liga de Naciones 2023-24  | Mayor     | Concacaf       | Cuarto lugar     | 2        | 0     |

### Goles internacionales
| Gol | Fecha                 | Lugar                                              | Oponente | Anotación | Resultado | Competición |
| --- | --------------------- | -------------------------------------------------- | -------- | --------- | --------- | ----------- |
| 1   | 24 de octubre de 2017 | Estadio Nacional de Granada, Saint George, Granada | Granada  | 0-2       | 0-5       | Amistoso    |

## Clubes
| Club                         | País       | Año       |
| ---------------------------- | ---------- | --------- |
| Río Abajo F. C.              | Panamá     | 2012-2013 |
| C. D. Plaza Amador           | Panamá     | 2013-2014 |
| Chorrillo F. C.              | Panamá     | 2014-2018 |
| DAC Dunajská Streda (cedido) | Eslovaquia | 2015-2016 |
| C. D. Universitario          | Panamá     | 2018      |
| C. D. Santa Clara (cedido)   | Portugal   | 2018-2020 |
| C. A. Independiente          | Panamá     | 2020-2021 |
| Aragua F. C.                 | Venezuela  | 2021      |
| 9 de Octubre F. C.           | Ecuador    | 2022      |
| Academia Puerto Cabello      | Venezuela  | 2022-2023 |
| Ironi Kiryat Shmona          | Israel     | 2023-2025 |
| Shimizu S-Pulse              | Japón      | 2025-Act. |

## Palmarés

### Títulos nacionales
| Título          | Club             | País   | Año  |
| --------------- | ---------------- | ------ | ---- |
| Torneo Clausura | CA Independiente | Panamá | 2020 |

- Datos: Q20755346
- Multimedia: Alfredo Stephens / Q20755346